# Steginoporella neozelanica
Steginoporella neozelanica is een mosdiertjessoort uit de familie van de Steginoporellidae. De wetenschappelijke naam van de soort is voor het eerst geldig gepubliceerd in 1861 door Busk.